# Julia Bacha
Julia Bacha (Río de Janeiro, 1980) es una cineasta documental brasileña. Ha filmado historias poco documentadas del Medio Oriente, incluidas cuestiones relacionadas con Palestina. Su película de 2021, Boycott, explora la legislación contra el boicot y cuestiones relacionadas con la libertad de expresión.

## Trayectoria
Bacha nació en Río de Janeiro, Brasil. Cuando tenía 17 años se mudó a los EE. UU. para estudiar historia y política de Medio Oriente en la Universidad de Columbia. La aceptaron en la Universidad de Teherán para realizar una maestría, pero no pudo obtener una visa y en su lugar fue a El Cairo para trabajar en un documental, Control Room. En 2003, se graduó de la Escuela de Estudios Generales de la Universidad de Columbia.
Bacha ha filmado historias documentadas del Medio Oriente. En 2004, fue coguionista (con la directora Jehane Noujaim) y montadora de Control Room, un documental sobre Al Jazeera. Bacha y Noujaim recibieron una nominación al premio del Writers Guild of America al mejor guion documental por la película. Dos años más tarde, codirigió (con Ronit Avni) el documental Encounter Point, que fue la selección oficial del Festival de Cine de Tribeca, Hot Docs, el Festival de Cine de Jerusalén, el Festival Internacional de Cine de Vancouver y el Festival Internacional de Cine de San Francisco, donde ganó el Premio del Público al Mejor Documental. En 2006, se convirtió en directora creativa de la organización sin fines de lucro Just Vision.
Bacha dirigió en 2009 el documental Budrus, que se proyectó en la 60 edición del Festival Internacional de Cine de Berlín y quedó finalista en la competición de documentales del festival. Budrus ganó más de 18 premios internacionales, entre ellos el PUMA Creative.Impact Award 2012, premio dotado con 50.000 dólares que se concede a la película documental que mayor impacto haya tenido en la sociedad.
En 2013, su película My Neighbourhood (2012) ganó el premio Peabody y se estrenó en línea en The Guardian. En 2014, ganó una Mención Especial en los Social Impact Media Awards. El 12 de noviembre de 2017, su película Naila and the Uprising (2017) se estrenó en el festival de cine DOC NYC.
En noviembre de 2021, se estrenó en Doc NYC su largometraje documental, Boycott, que explora las leyes anti-BDS y cuestiones relacionadas con la libertad de expresión a través de las historias de personas que se negaron a firmar un compromiso de no boicotear a Israel como condición para recibir fondos y contratos estatales.  La película fue financiada por subvenciones de grupos como Doc Society, International Documentary Association, Fork Films y el Instituto Sundance.

## Filmografía
- Control Room (2004) – Coguionista y editor
- Punto de encuentro (2006) – Codirector
- Budrus (2009) – Director
- Home Front: Retratos desde Sheikh Jarrah (2011) – Guionista y productor
- Mi Barrio (2012) – Codirector y Coproductor
- Naila y el levantamiento (2017) – Director[14]
- Boicot (2021) – Director

## Reconocimientos
- 2003: Premio Phi Beta Kappa al graduarse en la Universidad de Columbia[15]
- 2009: Premio al Liderazgo Rey Hussein 2009 (co-ganador)[15]
- 2010: Premio Search for Common Ground[15]
- 2011: Premio de Cine Ridenhour[15]
- 2012: Premio O Globo “Faz Diferença”[16]
- 2017: Medalla a la Excelencia de la Universidad de Columbia[17]